# 켈리 스미스
켈리 제인 스미스(영어: Kelly Jayne Smith, 1978년 10월 29일 ~ )는 잉글랜드의 전직 여자 축구 선수로 선수 시절 포지션은 공격수였다.

## 어린 시절과 대학 경력
하트퍼드셔주 왓퍼드 출신인 켈리 스미스는 7세 시절부터 남자 팀에서 축구를 즐겼으며 1994년에 웸블리 레이디스에 합류하면서 데뷔했다. 1996-97 FA 여자 프리미어리그 내셔널 디비전 시즌에서 아스널로 이적한 다음에 2골을 기록했고 리버풀과의 경기에서 3-0 승리를 기록하면서 아스널의 FA 여자 프리미어리그 내셔널 디비전 우승에 기여했다.
켈리 스미스는 1997년부터 1999년까지 미국 뉴저지주에 위치한 시턴 홀 대학교 산하 여자 축구단인 시턴 홀 피레이츠 소속으로 활동했다. 1997년에는 전미 대학 체육 협회(NCAA) 빅이스트 콘퍼런스 시즌에서 득점왕을 차지했으며 같은 해에 빅이스트 콘퍼런스 소속 선수로는 최초로 최우수 공격수, 최우수 신인 선수로 선정되는 영예를 안았다. 1998년부터 1999년까지 NCAA 여자 축구 전체 시즌에서 최다 득점 기록을 수립했고 2차례의 빅이스트 콘퍼런스 시즌에서 최우수 공격수로 선정되는 영예를 안았다. 켈리 스미스는 시턴 홀 대학교 재학 시절에 51경기에 출전하여 76골을 기록했으며 개인 통산 174점을 기록했다. 시턴 홀 대학교는 켈리 스미스가 사용했던 등번호 6번을 영구 결번으로 지정했는데 이는 농구 이외의 종목에서 처음으로 지정된 영구 결번이기도 하다.

## 클럽 경력

### 미국에서의 경력
켈리 스미스는 1999년에 USL W리그에 소속되어 있던 여자 축구 클럽인 뉴저지 레이디 스탤리언스에 입단하면서 여자 프로 축구 무대에 데뷔했다. 2001년에는 미국 여자 프로 축구 리그(WUSA) 외국인 선수 드래프트 과정에서 종합 2순위를 기록하여 필라델피아 차지에 지명되었고 2001 WUSA 시즌에서는 WUSA 글로벌 11 올스타팀에 선정되는 영예를 안았다. 하지만 2002 WUSA 시즌은 오른쪽 무릎 십자 인대 손상으로 인해 대부분의 경기에 불참했으며 2003 WUSA 시즌은 무릎 부상으로 인해 대부분의 경기에 불참했다. 필라델피아 차지 소속 시절에는 26경기에 출전하여 9골을 기록했다.
미국 여자 프로 축구 리그가 2003 시즌을 끝으로 폐지된 이후에도 켈리 스미스는 미국에 남기로 결정했다. 2004 USL W리그 시즌에는 USL W리그에 소속되어 있던 여자 축구 클럽인 뉴저지 와일드캐츠로 이적했지만 다리 부상으로 인해 대부분의 경기에 불참했고 8경기에 출전하여 8골, 6도움을 기록하는 데에 그쳤다.

### 아스널에서의 경력
켈리 스미스는 우울증, 초기 음주 문제로 인하여 2004년 가을에 잉글랜드로 돌아와서 아스널로 복귀했다. 2005년에는 잉글랜드 햄프셔주에 위치한 스포팅 찬스 클리닉에서 치료를 받은 이후에 공식적으로 아스널에 다시 합류했지만 발 피로골절 증세로 인하여 한동안 경기에 나서지 못했다. 2004-05 시즌 말에 복귀한 켈리 스미스는 찰턴 애슬레틱과의 경기에서 30미터 밖에서 골을 기록하여 아스널의 FA 여자 프리미어리그 내셔널 디비전 우승에 기여했다.
켈리 스미스는 2006-07 시즌에서 FA 여자 프리미어리그·FA 여자컵·FA 여자 리그컵·UEFA 여자컵(현재의 UEFA 여자 챔피언스리그) 34경기에 출전하여 30골을 기록했고 아스널의 4관왕 달성(FA 여자 프리미어리그 내셔널 디비전·FA 여자컵·FA 여자 리그컵·UEFA 여자컵 우승)에 기여했다. 하지만 2006-07 UEFA 여자컵 시즌 준결승전 경기에서 관중에게 가운뎃손가락을 치켜올리는 부적절한 동작으로 인하여 결승 1·2차전 경기에 출전하지 못했다.
켈리 스미스는 2005년에 아스널과 재계약한 이후에 총 112경기에 출전하여 100골을 기록했다. 잉글랜드 FA 여자 프리미어리그 66경기에 출전하여 73골을 기록했으며 FA 여자컵 16경기에 출전하여 13골을 기록했다. FA 여자 리그컵에서는 10경기에 출전하여 4골을 기록했고 UEFA 여자컵에서는 18경기에 출전하여 9골을 기록했다. 그 외에 2차례의 FA 여자 커뮤니티 실드에서 1골을 기록했는데 아스널은 2차례의 커뮤니티 실드에서 우승을 차지했다.
켈리 스미스는 동커스터 로버스 벨스와의 2008-09 FA 여자 프리미어리그컵 시즌 마지막 경기에서 해트트릭을 기록하여 아스널의 5-0 승리에 기여했는데 이 경기는 켈리 스미스가 아스널 소속으로 출전한 마지막 경기이기도 했다. 켈리 스미스는 2006년, 2007년에 잉글랜드 축구 협회가 선정한 잉글랜드 올해의 여자 축구 선수로 선정되는 영예를 안았다.

### 미국으로의 복귀
켈리 스미스는 2008년 미국 여자 프로 축구(WPS) 인터내셔널 드래프트 1라운드 과정에서 2위를 기록하면서 보스턴 브레이커스에 지명되었으며 2009년 2월 18일에 보스턴 브레이커스에 정식 합류했다. 2009 WPS 시즌에서는 15경기에 출전하여 6골, 2도움을 기록했다. 켈리 스미스는 미국 여자 프로 축구가 스웨덴의 여자 축구 클럽인 우메오 IK와의 2009년 WPS 올스타전을 위해 결성한 WPS 올스타팀 명단에 이름을 올렸으나 잉글랜드 여자 축구 국가대표팀이 UEFA 여자 유로 2009에 참가하는 관계로 출전하지 못했다.
켈리 스미스는 2010 WPS 시즌에서 21경기에 모두 출전하여 11골, 5도움을 기록했고 2010년 WPS 올스타전에 출전했다. 2011 WPS 시즌은 부상으로 인해 한동안 경기에 출전하지 못했고 10경기에 출전하여 1골, 4도움을 기록했다. 하지만 미국 여자 프로 축구가 2011 시즌을 끝으로 폐지되면서 켈리 스미스는 한동안 무소속으로 남았다.

### 아스널로의 복귀
켈리 스미스는 보스턴 브레이커스를 떠난 이후에 스웨덴, 독일의 여자 축구 클럽 입단 제의를 거절하고 아스널로 복귀했다. 2012년 키프로스컵에서 스트레스성 골절을 겪은 이후에는 아스널의 홍보용 영상 촬영 도중에 보호 신발을 착용하지 않고 공을 발로 차는 모습을 연출하면서 부상이 악화되기도 했다. 켈리 스미스는 2017년에 은퇴할 때까지 아스널에서 활동하던 동안에 FA 여자 슈퍼리그 23경기에 출전하여 9골을 기록했다.

## 국가대표 경력
켈리 스미스는 1995년 11월 1일에 잉글랜드 선덜랜드에서 열린 이탈리아와의 친선 경기에 처음 출전하면서 잉글랜드 여자 축구 국가대표팀 선수로 데뷔했다. 1995년 11월 19일에 열린 크로아티아와의 UEFA 여자 유로 1997 예선 홈 경기에서 자신의 국가대표팀 첫 골을 기록하여 잉글랜드의 5-0 승리에 기여했다. 켈리 스미스는 스웨덴에서 개최된 1995년 여름에 실시된 중등 자격 졸업 시험(GCSE)에 응시하기 위해 1995년 FIFA 여자 월드컵에 참가하지 않았다.
켈리 스미스는 건강했던 시절에 일반적으로 세계 최고의 여자 축구 선수 가운데 한 사람으로 여겨졌다. 미국 여자 축구 국가대표팀 감독을 역임했던 에이프릴 하인릭스는 "켈리 스미스가 자격을 갖추었다면 미국 여자 축구 국가대표팀 선수로 발탁되었을 것입니다."라고 밝혔고 네덜란드 여자 축구 국가대표팀 감독을 역임했던 베라 파우는 켈리 스미스가 네덜란드와의 2007년 FIFA 여자 월드컵 유럽 지역 예선 홈 경기에서 해트트릭을 기록한 모습을 목격하면서 "세계 최고의 선수"라고 불렀다. 2011년 FIFA 여자 월드컵 기간 동안에 미아 햄은 켈리 스미스에게 "켈리 스미스가 경기하는 것을 처음 봤을 때가 기억납니다. 켈리 스미스는 방금 시턴 홀 대학교를 졸업했습니다. 켈리 스미스는 믿을 수 없을 정도로 기술적이고 생각과 경기의 속도가 아주 빠릅니다. 켈리 스미스의 볼 터치는 모든 것이 깔끔하고 목적이 있어서 클래스가 다릅니다. 켈리 스미스는 패스의 속도가 언제나 완벽해서 마음대로 골을 넣을 수 있습니다."라고 말했다. 켈리 스미스의 과거 잉글랜드 여자 축구 국가대표팀 동료이자 감독을 역임했던 호프 파월은 "켈리 스미스는 인생에 단 한 두번 정도 같이 오는 선수들 가운데 한 명입니다. 켈리 스미스는 남자 축구 경기의 디에고 마라도나나 리오넬 메시와 같은 독특한 재능을 가진 선수입니다."라고 밝혔다.
켈리 스미스는 독일에서 개최된 UEFA 여자 유로 2001, 잉글랜드에서 개최된 UEFA 여자 유로 2005, 핀란드에서 개최된 UEFA 여자 유로 2009에 참가했으며 중국에서 개최된 2007년 FIFA 여자 월드컵, 독일에서 개최된 2011년 FIFA 여자 월드컵에 참가했다. 2007년 FIFA 여자 월드컵에서는 일본과의 조별 예선 경기에서 2골, 아르헨티나의 조별 예선 경기에서 2골을 기록하여 잉글랜드의 8강전 진출에 기여했다. UEFA 여자 유로 2009에서는 러시아와의 조별 예선 경기에서 1골, 네덜란드와의 준결승전 경기에서 1골을 기록하면서 잉글랜드의 결승전 진출에 기여했다. 독일과의 결승전 경기에서는 1골을 기록했지만 잉글랜드는 독일에 2-6 패배를 기록하면서 준우승을 차지하게 된다.
켈리 스미스는 2010년 9월 12일에 열린 스위스와의 2011년 FIFA 여자 월드컵 유럽 지역 예선 홈 경기에서 자신의 41번째 국가대표팀 골을 기록하여 잉글랜드 여자 축구 국가대표팀의 역대 개인 최다 득점 기록을 수립했다. 2012년 런던 하계 올림픽에서는 영국 여자 축구 국가대표팀의 일원으로 참가했으나 브라질과의 조별 예선 경기에서 경미한 부상을 당하면서 캐나다와의 8강전 경기에서 출전하지 못했고 영국은 캐나다에 0-2 패배를 기록하면서 탈락하고 만다.
켈리 스미스는 스웨덴에서 개최된 UEFA 여자 유로 2013에 참가했으나 잉글랜드는 조별 예선에서 1무 2패라는 저조한 성적을 기록하면서 탈락했다. 2014년 5월 8일에 열린 우크라이나와의 2015년 FIFA 여자 월드컵 유럽 지역 예선 홈 경기를 끝으로 잉글랜드 여자 축구 국가대표팀에 소집되지 않았으며 2015년 2월 3일에 국가대표팀 은퇴를 결정했다. 켈리 스미스는 잉글랜드 여자 축구 국가대표팀에서 A매치 117경기에 출전하여 46골을 기록했다.

## 사생활
켈리 스미스는 잉글랜드 하트퍼드셔주 왓퍼드에 위치한 중등학교인 프랜시스 콤 스쿨 커뮤니티 칼리지를 졸업했다. 켈리 스미스는 2008년에 잉글랜드의 여자 축구에 헌신한 공로를 인정받아 영국 왕실로부터 엘리자베스 2세 여왕의 생일을 기념하기 위한 차원에서 대영 제국 훈장(MBE)을 받았다.
켈리 스미스는 2014년 12월에 미국의 스포츠 채널인 폭스 스포츠를 통해 텔레비전 무대에 데뷔했으며 2018년 FIFA 월드컵에 대한 평론을 제공했다. 켈리 스미스는 2016년 6월에 자신의 여자 동료인 디애나 도보스(DeAnna Dobosz)와 결혼했다. 켈리 스미스는 2017년 5월에 아들인 로코 주드(Rocco Jude)를 출산했다.

## 수상

### 클럽
아스널
- FA 여자 프리미어리그 내셔널 디비전 4회 우승 (1996-97, 2005-06, 2006-07, 2007-08)
- FA 여자컵 3회 우승 (2005-06, 2006-07, 2007-08)
- FA 여자 프리미어리그컵 1회 우승 (2006-07)
- FA 여자 커뮤니티 실드 2회 우승 (2005-06, 2006-07)
- UEFA 여자컵(UEFA 여자 챔피언스리그) 1회 우승 (2006-07)

### 국가대표
- 2009년 키프로스컵 우승
- UEFA 여자 유로 2009 준우승

### 개인
- 2006년 잉글랜드 올해의 여자 축구 선수 수상
- 2007년 잉글랜드 올해의 여자 축구 선수 수상